# Araioses
Araioses est une municipalité brésilienne située dans l'État du Maranhão.